# Udd Jönsson
Udd Jönsson, född troligen omkring 1510 och död 10 mars 1574, var en svensk handelsman och borgmästare i Vadstena.                                                                                                Udd Jönssons hus finns fortfarande kvar vid Storgatan i Vadstena.

## Biografi
Udd föddes troligen omkring 1510 i Vadstena. Han var en yngre bror till Lasse Jönsson (död 1551), handelsman som är nämnd från 1539. De var möjligen söner till borgmästaren Jöns Johansson (död 1518) i Vadstena. Udd var en förmögen handelsman som är nämnd från 1540. År 1641 skänkt han 18 mark till Vadstena kloster. 1542 fick han i uppdrag av Gustav Vasa att underhandla med en del smålänningar som hade gjort uppror. Han lyckades bra med detta uppdrag och fick i belöning skattefrihet på sina gårdar Kedevad och Tistorp. 1549 blev han borgmästare i Vadstena stad. 1565 var han bisittare i konung Erik XIV:s nämnd.

### Familj
Udd var sannolikt gift två gånger, den andra hustrun Anna Larsdotter (död efter 1589). Han fick sönerna: Jöns (död 1601), Mauritz (död 1581), Hans (död 1586) och Lars (död 1618).